# The Bull Inn

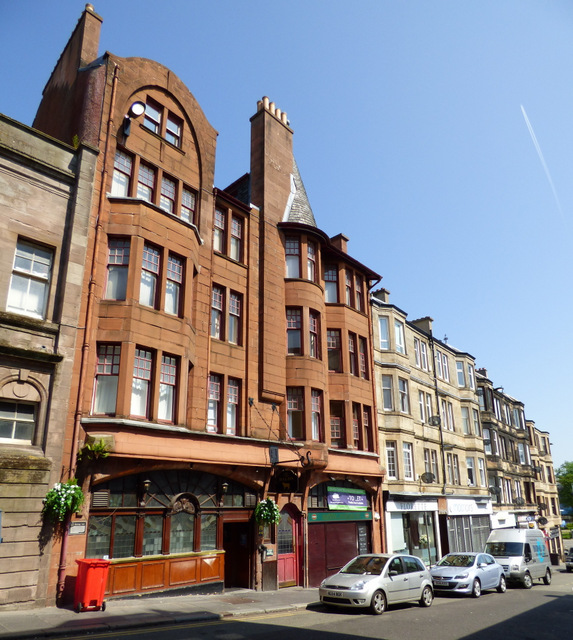
The Bull Inn

The Bull Inn ist ein Gebäude mit Gaststätte in der schottischen Stadt Paisley in der Council Area Renfrewshire. 1973 wurde das Bauwerk in die schottischen Denkmallisten in der höchsten Kategorie A aufgenommen.

## Beschreibung
Das vierstöckige Gebäude mit ausgebautem Dachgeschoss befindet sich an der New Street im Zentrum Paisleys. Der Bau des Jugendstilhauses wurde im Jahre 1900 begonnen und im darauffolgenden Jahr abgeschlossen. Als Architekt zeichnet W. D. Lennan für den Entwurf verantwortlich. Ebenerdig ist ein Gastronomiebetrieb eingerichtet, während die oberen Stockwerke als Wohnraum genutzt werden. Die westexponierte Frontseite ist unsymmetrisch aufgebaut. Zwei weite, flache, bogenförmige Öffnungen sind mit glasierten Backsteinen abgesetzt. Beide Öffnungen enthalten die kleinteilig gestalteten, farbigen Fensterfronten der beiden Gaststätte. Die Fensterrahmen bestehen aus dunklem Holz. Dazwischen befindet sich die Eingangstüre zum Wohnbereich. Nahe den Gebäudekanten treten abgeschrägte Erker hervor. Der linke erstreckt sich über zwei, der rechte über drei Stockwerke. Dazwischen liegt ein halbrunder Erker, der mit einem Kegeldach abschließt.
Der Innenraum ist im Jugendstil gestaltet und weitgehend im Originalzustand erhalten. Dort sind über weite Flächen dunkle oder weiß lackierte Hölzer verbaut. Des Weiteren befindet sich dort ein mit Zierfliesen gestalteter, offener Kamin.